# CAFTA en Costa Rica
El CAFTA (Dominican Republic-Central America Free Trade Agreement) en inglés, o TLC (Tratado de Libre Comercio entre República Dominicana, Centroamérica y Estados Unidos de América) en español, es un tratado que busca eliminar barreras arancelarias zona de libre comercio entre los países firmantes.

## Ratificación
Costa Rica es el único país firmante del tratado que sometió su ratificación a un referéndum, el cual se realizó con apoyo del Tribunal Supremo de Elecciones. El referéndum se realizó el 7 de octubre de 2007, dando como resultado un 51.62% a favor y un 48.38% en contra, siendo vinculante por superar el 40% de electorado que ejerció el sufragio. Ante tales resultados, el CAFTA fue ratificado.
Al respecto, grupos sociales y agrupaciones opositoras al CAFTA desarrollaron una campaña con el fin de evitar que la población vote afirmativamente, incluyendo repartición de información y movilización de personas a protestas. Sin embargo, también hubo grupos que apoyaron la ratificación del tratado mediante publicidad masiva y actividades de concentración.
Como parte de la campaña realizada por los detractores del tratado, se presentaron recursos de inconstitucionalidad ante la Corte Suprema de Justicia de Costa Rica; paralelamente a esto, los diputados de la oposición solicitaron una consulta a la máxima institución judicial, la cual emitió a través de la Sala Constitucional la Resolución 2007–09469 del 3 de julio de 2007, en la cual se declara que no existen puntos que vulneren la constitución de la república por la aprobación del CAFTA.26
Las leyes de implementación necesarias fueron aprobadas y el tratado empezó a regir en Costa Rica el 1 de enero de 2009.
El TLC empezó a regir en Costa Rica el 1 de enero del 2009.

## Antecedentes
Debido a la dificultad de lograr los votos necesarios para aprobar el TLC, y motivado por la presión de sectores diversos, el presidente Óscar Arias Sánchez decide presentar al Tribunal Supremo de Elecciones (TSE) la solicitud de realizar un  referéndum con el objetivo de salir del entrabamiento en que se encontraba en la Asamblea Legislativa.
Después de una multimillonaria campaña llena de encuestas contradictorias y cuestionamientos éticos a importantes figuras políticas del movimiento el SÍ, ganó con estrecho margen obteniendo un 51,6%  de los votos sobre  un 48.38%.